# 武蔵野大学
武蔵野大学（むさしのだいがく、英語: Musashino University）は、東京都江東区有明三丁目3番3号に本部を置く日本の私立大学。1924年創立、1965年大学設置。

## 概要

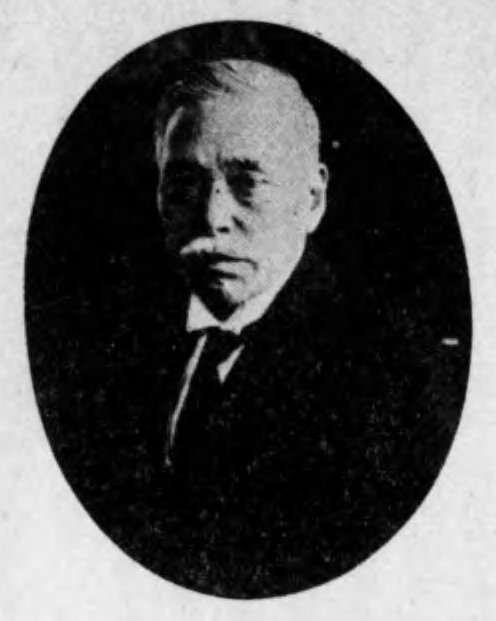
高楠順次郎

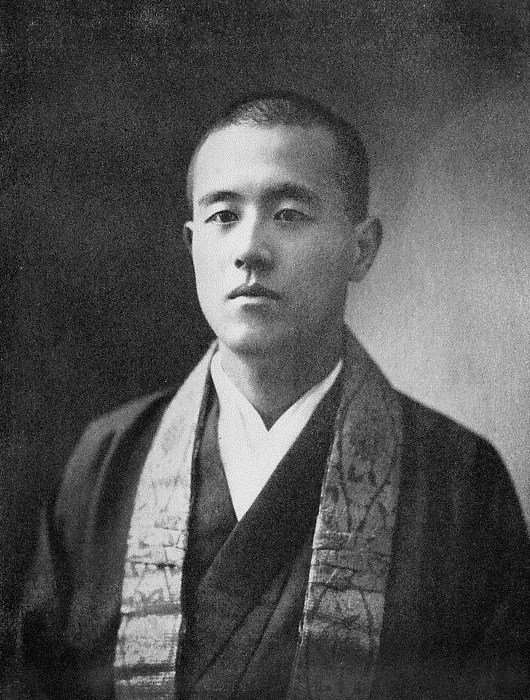
大谷光瑞

学校法人武蔵野大学が経営。1924年、仏教学者である高楠順次郎博士が築地本願寺内に武蔵野女子学院を創設。その後、千代田女学園運営による千代田女子専門学校を引き受け、1950年に武蔵野女子短期大学を開校。1965年、前身の武蔵野女子大学が創設された。2003年、校名を武蔵野大学に変更。2004年、共学となった。文・理・医療系の12学部20学科と大学院13研究科、通信教育部（2学部 / 研究科）および1専攻科、別科2課程となる。 
伝統仏教宗派である浄土真宗本願寺派により設立された「仏教精神による人間教育」を目指した学校であり、近年は少人数教育とキャリア開発に力を入れ、学部学科の増設や改組を行っている。
名称が類似する武蔵大学、武蔵野短期大学、武蔵野美術大学、武蔵野音楽大学、武蔵野学院大学、武蔵野中学校・高等学校（武蔵野学院大学の附属校）とは別法人。龍谷総合学園加盟校。
本願寺の鏡如（大谷光瑞）は益田孝の勧めで、料紙の美しさで知られる平安時代の和歌冊子「西本願寺本三十六人家集」の伊勢集と貫之集下を1929年（昭和4年）に売却し、女子宗教大学の設立資金に充てた。冊子はページ毎に裁断、1組10枚の32組で売りだされ、1組2万円の値がついたという。これら断簡は「石山切」と名付けられている。
2015年度、4学期制を導入。
2024年、法人創立100周年を迎える。

## 沿革
沿革節の出典は公式サイト。

### 1900年代
- 1924年 - 武蔵野女子学院を創立。

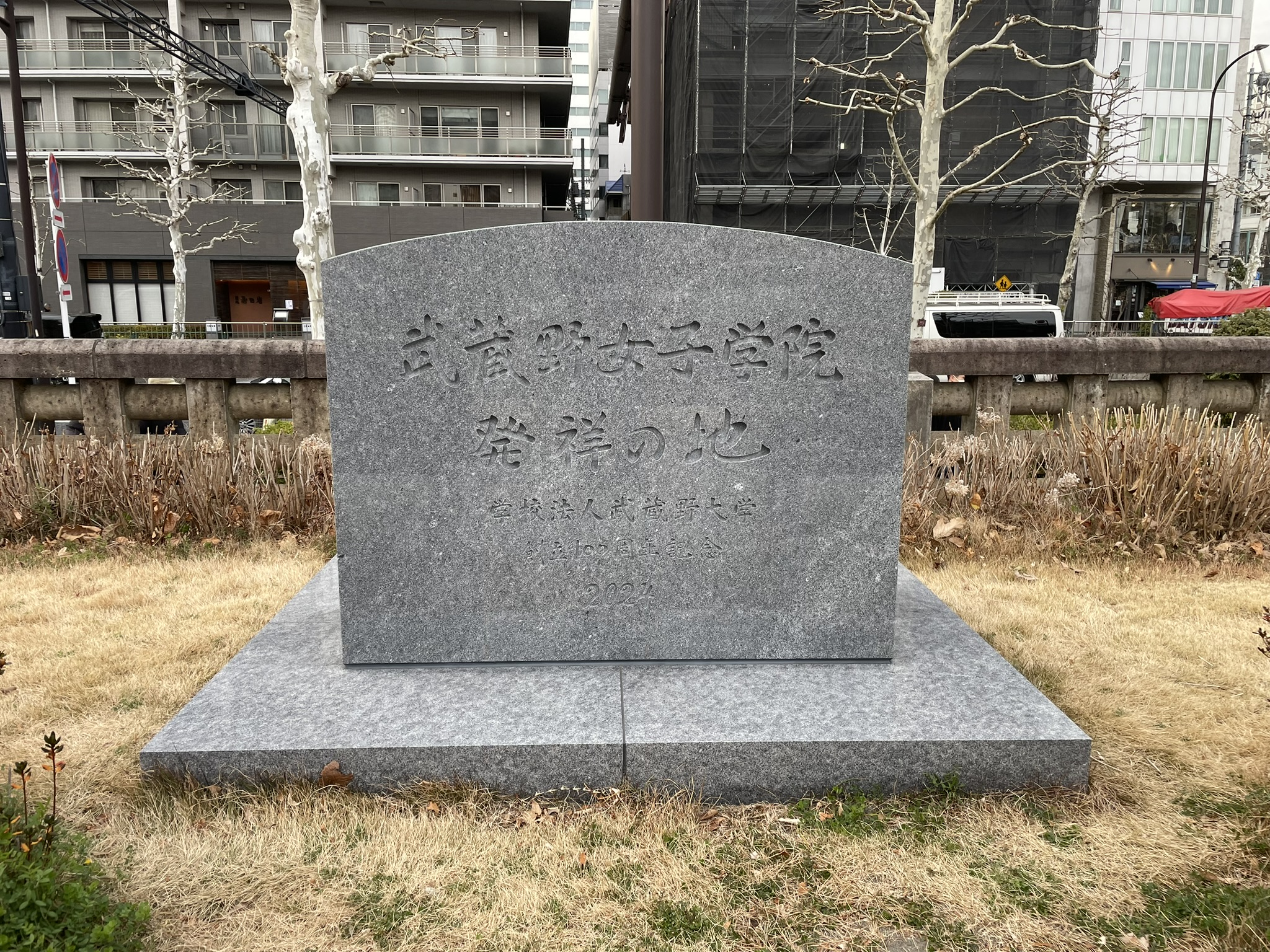
築地本願寺の境内にある石碑「武蔵野女子学院発祥の地」

- 1927年 - 千代田高等女学校に千代田女子専門学校を併設。
- 1945年 - 空襲の被害により千代田女子専門学校、武蔵野女子学院内に移転
- 1949年 - 千代田女子専門学校の運営を引き受け。
- 1950年 - 武蔵野女子短期大学（文科国文専攻・英文専攻、家政科）を設立。
- 1954年 - 武蔵野女子短期大学を武蔵野女子学院短期大学に名称変更。
- 1965年 - 武蔵野女子大学（文学部日本文学科、英米文学科）を設立。武蔵野女子学院短期大学を武蔵野女子大学短期大学部に名称変更。
- 1977年 - 武蔵野女子大学短期大学部に幼児教育科設置。
- 1982年 - 武蔵野女子大学短期大学部に専攻科幼児教育専攻設置認可。
- 1995年 - 文学部に人間関係学科を設置。
- 1998年 - 現代社会学部（現代社会学科、社会福祉学科）を設置。
- 1999年 - 文学部日本文学科を日本語・日本文学科に、英米文学科を英語・英米文学科に名称変更。文学部人間関係学科を改組し、人間関係学部（人間関係学科）を設置。武蔵野女子大学大学院（人間社会・文化研究科言語文化専攻、人間社会専攻）（修士課程）を設置。

### 2000年代
- 2001年 - 大学院人間社会・文化研究科に社会システム専攻、福祉マネジメント専攻（修士課程）を設置。
- 2002年 - 人間関係学部人間関係学科（心理学専攻）に通信教育部を設置。大学院人間社会・文化研究科に人間社会専攻（博士後期課程）を設置。
- 2003年 - 武蔵野大学に名称変更[12]。人間関係学部に環境学科並びに保育学科を設置。
- 2004年 - 薬学部を設置。女子大学を廃止し、男女共学化。
- 2005年 - 人間関係学部人間関係学科に人間学専攻通信教育部を設置。
- 2006年 - 看護学部を設置。大学院人間社会・文化研究科言語文化専攻にビジネス日本語コースを設置。武蔵野女子大学短期大学部を廃止。薬学部6年制に移行。
- 2007年 - 人間関係学部の保育学科を児童学科に名称を変更。
- 2008年 - 現代社会学部を名称変更・改組し、政治経済学部（政治経済学科）並びに人間関係学部社会福祉学科を設置。通信教育課程による科目等履修生看護学コースを開講。
- 2009年 - 人間関係学部の環境学科を改組し、環境学部環境学科を設置。大学院薬科学研究科薬科学専攻（博士後期課程）を設置。大学院人間学研究科人間学専攻（修士課程）（通信教育課程）を設置。
- 2010年 - 環境学科の住環境専攻を名称変更し、都市環境専攻を設置。大学院に看護学研究科看護学専攻（修士課程）、言語文化研究科言語文化専攻（修士課程）、政治経済学研究科政治経済学専攻（修士課程）、環境学研究科環境マネジメント専攻（修士課程）を設置。人間社会・文化研究科を名称変更し、人間社会研究科を設置（同時に人間社会学専攻を人間学専攻に改称）。
- 2011年 - 文学部英語・英米文学科を改組し、グローバル・コミュニケーション学部（グローバル・コミュニケーション学科）を設置。人間関係学部児童学科を改組し、教育学部児童教育学科を設置。文学部日本語・日本文学科を改組し、文学部日本文学文化学科を設置。通信教育部に心理学専攻、社会福祉専攻、看護学コースを増設。人間学専攻を仏教学専攻に名称変更。日本語教育課程（編入別科）を設置。
- 2012年 - 法人名称を学校法人武蔵野大学に変更。東京・有明に有明キャンパスを開設（法人本部も移転）。政治経済学部に経営学科を設置。人間関係学部人間関係学科、同社会福祉学科を人間科学部人間科学科、同社会福祉学科に名称変更。大学院言語文化研究科に日本文学専攻（修士課程）と言語教職専攻（修士課程）を設置。大学院人間社会研究科福祉マネジメント専攻を実践福祉学専攻に改組。大学院薬科学研究科に修士課程を設置。大学院人間学研究科に仏教学専攻（修士課程）（通信教育部）を設置。千代田女学園中学校・高等学校内に生涯学習施設として千代田サテライト教室を開設。
- 2013年 - 教育学部児童教育学科（通信教育部）を設置。大学院看護学研究科看護学専攻に博士後期課程を設置。大学院に仏教学研究科仏教学専攻博士後期課程を開設。政治経済学研究科政治経済学専攻に博士後期課程を設置。
- 2014年 - 政治経済学部（政治経済学科、経営学科）を改組し、法学部（法律学科、政治学科）、経済学部（経済学科、経営学科）を開設[13]。文学研究科日本文学専攻を開設。教育学研究科教育学専攻を開設。人間社会研究科人間学専攻に言語聴覚コースを設置。言語聴覚士養成課程（専攻科）を開設。
- 2015年 - 環境学部を改組し、工学部（環境システム学科、数理工学科、建築デザイン学科）を開設。
- 2016年 - 学校法人武蔵野大学と学校法人千代田女学園が法人合併。新ブランドをスタートさせ、ブランドマーク等を刷新した。グローバル・コミュニケーション学部を改組し、グローバル学部（グローバルコミュニケーション学科、日本語コミュニケーション学科、グローバルビジネス学科）を開設。仏教学研究科仏教学専攻に修士課程を設置。武蔵野大学孔子学院を開設。しあわせ研究所を開設。
- 2017年 - 大学院文学研究科日本文学専攻に博士後期課程、大学院言語文化研究科言語文化専攻に博士後期課程を設置。大学院人間社会研究科人間学専攻［修士課程］に人間行動学コースを設置。教育学研究所を開設。学外学修推進センターを開設。教職研究センターを教職センターに名称変更。武蔵野大学附属慈光保育園を開園。
- 2018年 - 経済学部に会計ガバナンス学科を設置。教育学部にこども発達学科を設置。大学院法学研究科ビジネス法務専攻修士課程を設置。大学院環境学研究科に環境システム専攻博士後期課程を設置。大学院通信教育部人間学研究科を人間社会研究科に名称変更。大学院通信教育部に人間社会研究科実践福祉学専攻に修士課程を設置。法学研究所、国際総合研究所、アジアAI研究所を開設。
- 2019年 - データサイエンス学部を開設[14]。経営学研究科会計学専攻、工学研究科数理工学専攻、建築デザイン専攻を開設。
- 2020年 - 幼保連携型認定こども園「武蔵野大学附属有明こども園」を開設。
- 2021年 - アントレプレナーシップ学部アントレプレナーシップ学科を開設[15]。
- 2023年 - 工学部にサステナビリティ学科を開設[16]。「サステナビリティ」と名付けた学科は日本初で、2023年4月から有明キャンパスに開設する。定員は280人（入学定員70人）、サステナビリティの世界的潮流を学び、企業や行政、NPOを担う人材の育成を目指す。
- 2024年 - ウェルビーイング学部 ウェルビーイング学科を開設[17]。法人創立100周年[11]。

## 教育・研究

### 組織

#### 学部、学科
- 文学部
  - 日本文学文化学科
- 法学部
  - 法律学科
  - 政治学科
- 経済学部
  - 経済学科
- 経営学部
  - 経営学科
  - 会計ガバナンス学科
- 教育学部
  - 教育学科
  - 幼児教育学科
- 人間科学部
  - 人間科学科
  - 社会福祉学科
- グローバル学部
  - グローバルコミュニケーション学科
  - 日本語コミュニケーション学科
  - グローバルビジネス学科
- 工学部
  - サステナビリティ学科
  - 環境システム学科（2023年4月学生募集停止）
  - 数理工学科
  - 建築デザイン学科
- アントレプレナーシップ学部
  - アントレプレナーシップ学科
- データサイエンス学部
  - データサイエンス学科
- 薬学部
  - 薬学科（6年制）
- 看護学部
  - 看護学科
- ウェルビーイング学部（2024年4月開設）
  - ウェルビーイング学科

以前に存在した学部学科
- 文学部
  - 日本語・日本文学科
  - 英語・英米文学科
- グローバル・コミュニケーション学部
  - グローバル・コミュニケーション学科
- 政治経済学部
  - 政治経済学科
  - 経営学科
- 環境学部
  - 環境学科
    - 環境学専攻
    - 都市環境専攻
- 教育学部
  - 児童教育学科
    - 保育・幼児教育専修
    - 初等教育専修
    - 学校教育専修

#### 通信教育部
- 人間科学部
  - 人間科学科
    - 心理学専攻
    - 社会福祉専攻
    - 仏教学専攻
    - 本願寺派教師資格コース
    - 看護学コース
- 教育学部
  - 教育学科
    - 小学校専修
    - 国語科専修
    - 英語科専修

#### 研究科
- 文学研究科
  - 日本文学専攻（修士課程・博士後期課程）
- 言語文化研究科
  - 言語文化専攻（修士課程・博士後期課程） 言語文化コース／ビジネス日本語コース（コースは修士課程のみ）
- 法学研究科
  - ビジネス法務専攻（修士課程・博士後期課程）
- 政治経済学研究科
  - 政治経済学専攻（修士課程・博士後期課程）
- 経営学研究科
  - 会計学専攻（修士課程）
- 人間社会研究科
  - 人間学専攻（修士課程・博士後期課程） 臨床心理学コース／人間行動学コース／言語聴覚コース（コースは修士課程のみ）
  - 実践福祉学専攻（修士課程）
- データサイエンス研究科
  - データサイエンス専攻（修士課程）
- 仏教学研究科
  - 仏教学専攻（修士課程・博士後期課程）
- 環境学研究科
  - 環境マネジメント専攻（修士課程）
  - 環境システム専攻（博士後期課程）
- 工学研究科
  - 数理工学専攻（修士課程・博士後期課程）
  - 建築デザイン専攻（修士課程）
- 教育学研究科
  - 教育学専攻（修士課程）
- 薬科学研究科
  - 薬科学専攻（修士課程・博士後期課程）
- 看護学研究科
  - 看護学専攻（修士課程・博士後期課程）

以下、通信教育部
- 人間社会研究科
  - 人間学専攻（修士課程）
  - 実践福祉学専攻（修士課程）
- 仏教学研究科
  - 仏教学専攻（修士課程）
- 環境学研究科
  - 環境マネジメント専攻（修士課程）

#### 専攻科
- 専攻科
  - 言語聴覚士養成課程

#### 別科
- 編入別科
  - 日本語教育課程（2015年4月募集停止）
- 別科
  - 日本語教育課程
  - 介護福祉士養成課程（2020年4月開設）

#### 附置機関
- Musashino University Smart Intelligence Center（MUSIC）
- 武蔵野大学しあわせ研究所
- 仏教文化研究所
- 能楽資料センター
- 心理臨床センター
- 武蔵野文学館
- 日本文学研究所
- グローバルスタディーズ研究所
- 政治経済研究所
- 人間科学研究所
- 環境研究所
- 数理工学センター
- 教職研究センター
- 薬学研究所
- 薬学部臨床薬学センター
- 薬学キャリア教育研究センター
- 看護学研究所
- 教養教育リサーチセンター
- 法学研究所
- 国際総合研究所
- アジアAI研究所

## 大学関係者と組織

### 大学関係者一覧
- 武蔵野大学の人物一覧

## 施設

### 武蔵野キャンパス

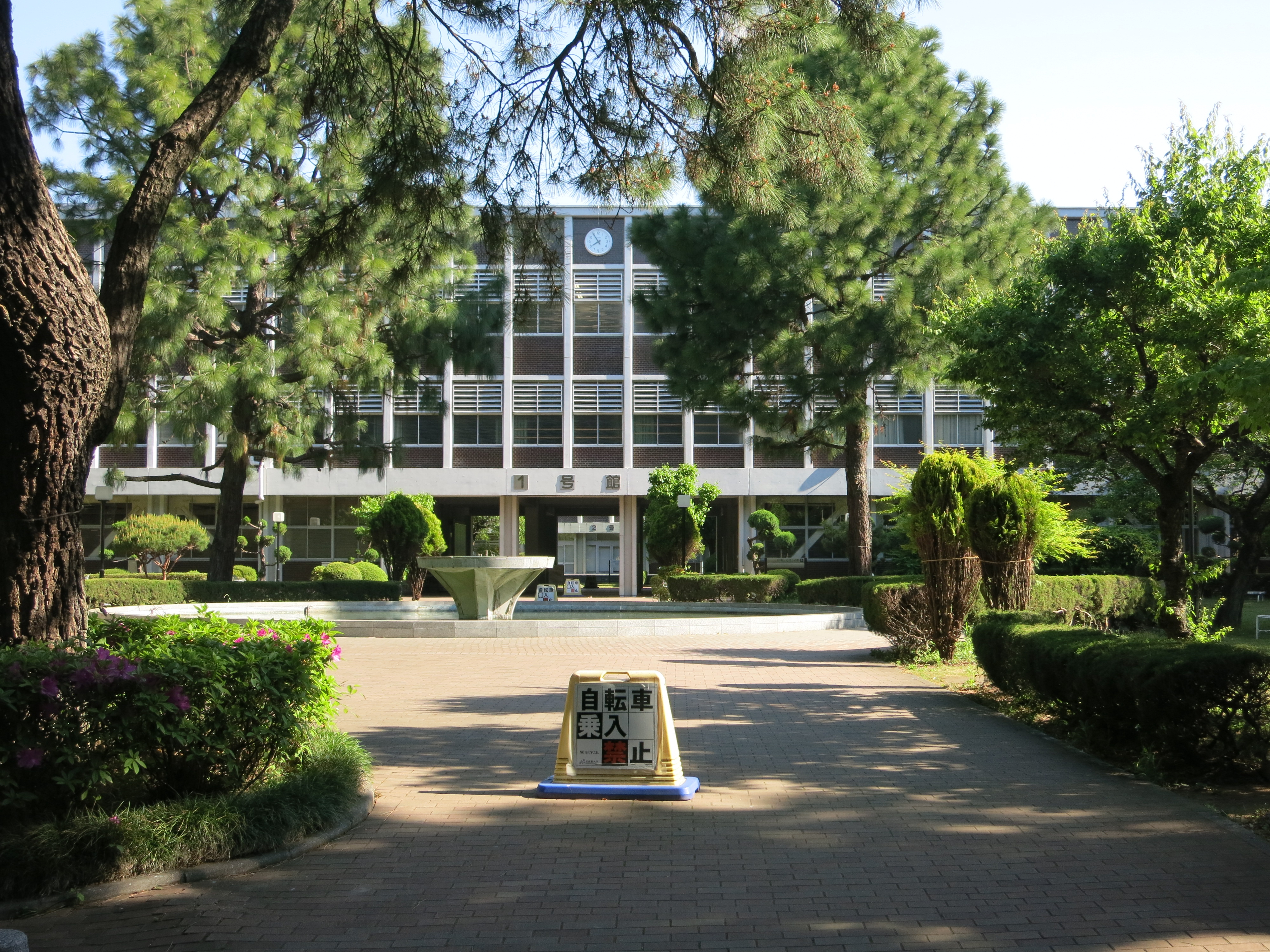
武蔵野キャンパス（1号館）

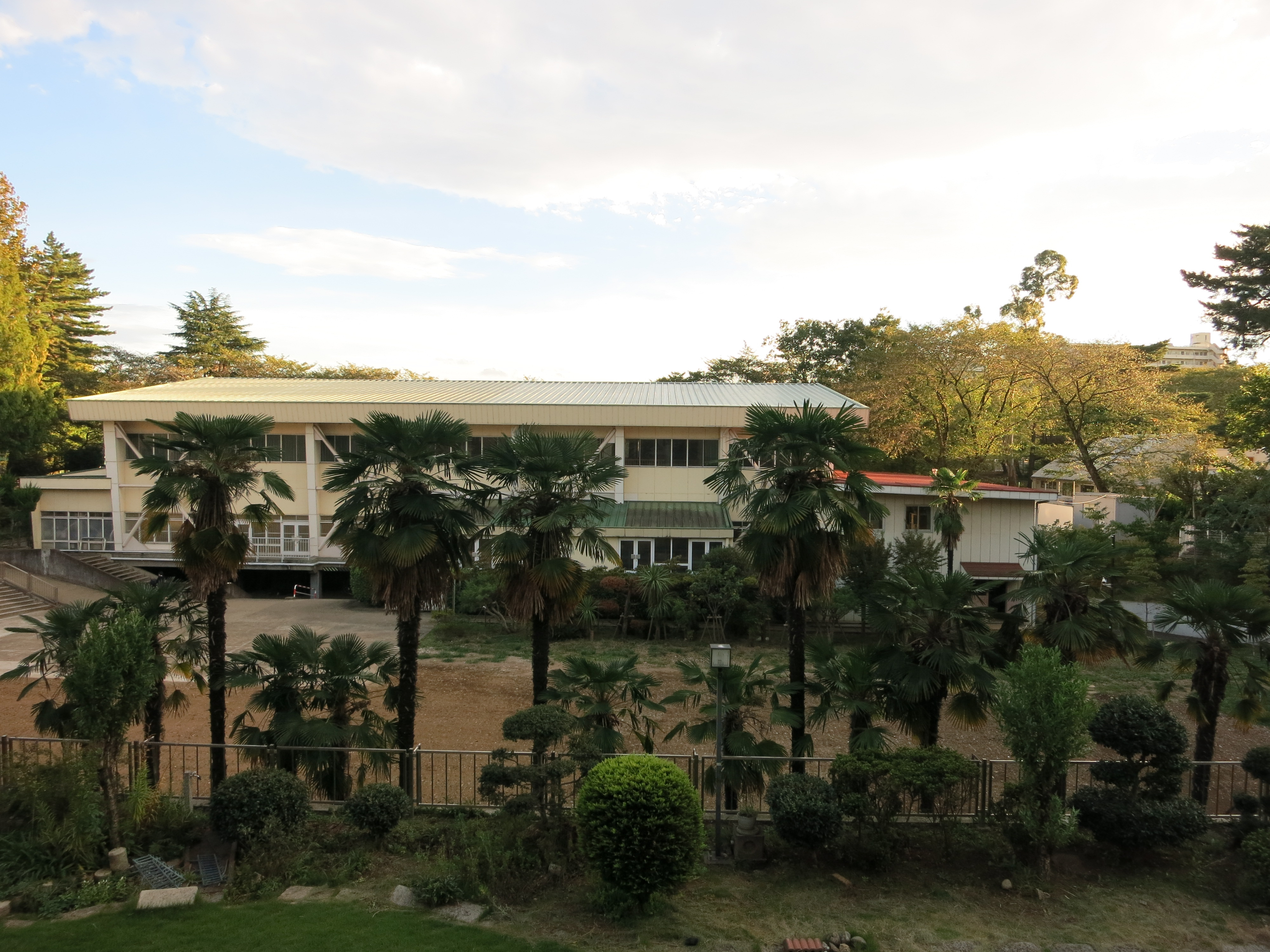
武蔵野キャンパス（旧第1体育館）

概要
キャンパス内には武蔵野大学中学校・高等学校と武蔵野大学附属幼稚園が併設。
所在地
東京都西東京市新町1-1-20
使用学部・学科
- 1年次： 全学部
- 2年次以降： 文学部日本文学文化学科、人間科学部社会福祉学科、工学部建築デザイン学科、教育学部児童教育学科、薬学部薬学科、通信教育部（スクーリング授業）

使用研究科・専攻
文学研究科日本文学専攻、人間社会研究科人間学専攻言語聴覚コース・実践福祉学専攻、教育学研究科教育学専攻、薬科学研究科、看護学研究科、言語聴覚士養成課程
交通アクセス
- 電車
  - 西武新宿線田無駅から徒歩15分。

- バス

| 運行事業者 | 乗車駅       | 系統・路線          | 下車停留所                  |
| ---------- | ------------ | ------------------- | --------------------------- |
| 西武バス   | ひばりヶ丘駅 | 境03・境04・境07    | 「至誠学舎東京前」、徒歩5分 |
| 西武バス   | 東伏見駅     | 田無駅 - 東伏見駅線 | 「武蔵野大学」              |
| 関東バス   | 三鷹駅       | 鷹30・鷹33・鷹34    | 「武蔵野大学」              |
| 関東バス   | 吉祥寺駅     | 吉72・吉73・吉75    | 「武蔵野大学」              |
| 関東バス   | 荻窪駅       | 荻35                | 「武蔵野大学」              |

### 有明キャンパス
概要
設置学部・学科の2011年入学生以降の2年次から4年次の学生が学ぶ。また、2021年度からは現在2年次以降の学生が利用する全学科が1年時からこのキャンパスで学ぶこととなる。
所在地
東京都江東区有明3-3-3
使用学部・学科
- 1年次より修学：看護学部看護学科
- 2年次以降： グローバル学部グローバルコミュニケーション学科・日本語コミュニケーション学科・グローバルビジネス学科、法学部法律学科・政治学科、経済学部経済学科・経営学科、政治経済学部政治経済学科・経営学科、人間科学部人間科学科、工学部環境システム学科・数理工学科

使用研究科・専攻
言語文化研究科言語文化専攻言語文化コース・ビジネス日本語コース、政治経済学研究科、人間社会研究科人間学専攻臨床心理学コース、仏教学研究科、環境学研究科、通信教育部人間学研究科（スクーリング授業）
交通アクセス
- 東京臨海高速鉄道りんかい線国際展示場駅から徒歩7分。
- ゆりかもめ東京ビッグサイト駅から徒歩6分。
- 都営バス東16系統・都05-2系統 「武蔵野大学前」停留所

## 学生生活

### 学生自治
学生組織として学友会があり、執行部、選挙管理委員会、監査委員会、大学祭実行委員会、クラブ代表者会等の下部組織が存在する。学友会の広報誌として、執行部が年一回発行する『SANGHA』がある。

### クラブ活動
武蔵野大学ではいわゆる大学サークルをクラブ活動と呼び、学友会の公認クラブと公認同好会、その他の団体（非公認団体）に分けられる。2021年現在、公認団体として体育系は24団体、文化系は33団体が活動している。この他に休部中の団体もいくつか存在する。

### 大学祭
大学祭は毎年10月に摩耶祭（武蔵野キャンパス）、11月に黎明祭（有明キャンパス）が行われている。毎年12月に環境システム学科主催のじゅんぐり祭（環境イベント）が有明キャンパスで行われている。

### 学生寮
- 葛西国際寮[21]
- 小平男子学生寮[22]

## 他大学等との協定

### 単位互換協定
放送大学学園と単位互換協定を結んでおり、放送大学の「特別聴講学生」として放送大学の科目を履修することができる。特別聴講学生として履修した科目は、本学で履修した科目としてみなして単位認定され、成績通知書、成績証明書に科目名と成績が記載される。

### 武蔵野地域5大学単位互換制度
亜細亜大学、東京女子大学、日本獣医生命科学大学、成蹊大学と単位互換協定を結んでおり、各大学で開講されている科目を卒業単位として履修できる。

### 学術交流協定
東海大学医学部と武蔵野大学薬学部が医学・薬学分野の教育・研究水準の向上と社会が求める医師・薬剤師の養成、地域貢献への寄与を目的として、包括的に連携を図っていく。

### 国連アカデミック・インパクト
国連アカデミック・インパクト（UN Academic Impact）として、グローバル学部が2017年からSDGs実践を課題に160名の学生が必修科目として取り組んでいる。

### 海外協定校
出典
- 中国
  - 広東外語外貿大学
  - 上海大学
  - 西南大学
  - 大連外国語大学
  - 中国海洋大学
  - 中国人民大学
  - 天津外国語大学
  - 山西大学
  - 華中師範大学
  - 西安外国語大学
  - 貴州大学
  - 華僑大学
  - 南開大学
  - 雲南大学
  - 陝西師範大学
  - 西北工業大学
  - 北京外国語大学
  - 南昌大学
  - 華東師範大学
  - 対外経済貿易大学
  - 上海財経大学法学部
  - 天津師範大学
  - 吉林外国語大学
  - 西安文理学院
  - 澳門科技大学
- 中華民国 台湾
  - 国立台北大学
  - 銘伝大学
  - 大同大学
  - 東海大学
  - 大仁科技大学
  - 輔仁大学
  - 国立高雄餐旅大学
  - 大葉大学
  - 静宜大学
  - 逢甲大学
  - 国立東華大学
  - 国立台中教育大学
  - 中国文化大学
  - 実践大学
  - 長栄大学
  - 文藻外語大学
  - 国立台北教育大学
  - 東呉大学
- 韓国
  - 漢陽大学校
  - 東亜大学校
  - 東国大学校
  - 培材大学校
  - 釜山外国語大学校
  - 順天郷大学校
- フィリピン
  - ミンダナオ国際大学
- ベトナム
  - ハノイ大学
  - ホーチミン市師範大学
  - フエ外国語大学
  - ハノイ国家大学外国語大学
- オーストラリア
  - サンシャイン・コースト大学
  - ディーキン大学
  - クィーンズランド大学
  - ニューカッスル大学
  - 西オーストラリア大学
  - スウィンバーン大学メルボルン校
  - サザンクロス大学
  - ウェスタンシドニー大学
  - クイーンズランド工科大学
  - ニューサウスウェールズ大学ランゲージセンター
- アメリカ合衆国
  - オレゴン州立大学
  - パデュー大学カルメット校
  - サンフランシスコ州立大学
  - ルイスクラーク州立大学
  - カリフォルニア大学バークレー校仏教研究センター
  - ウェスタンミシガン大学
  - アイダホ大学法学部
  - イリノイ大学アーバナ・シャンペーン校
  - カリフォルニア大学リバーサイド校国際教育プログラム
  - メンフィス大学
  - パシフィック大学
  - ハワイ大学ヒロ校薬学部
  - マウント・セント・ヴィンセントカレッジ
  - オクラホマ・シティ大学
  - セント・ジョンズ大学
  - 西フロリダ大学日本センター
  - マーセッドカレッジ
  - ミラコスタカレッジ
- カナダ
  - ビクトリア大学
  - フレーザーバレー大学
  - ブロック大学
  - トンプソンリバーズ大学
  - カルガリー大学
  - ローレンシャン大学
  - セントメアリーズ大学
  - ヨーク大学
  - ライアソン大学
  - ゲルフ大学
- イギリス
  - イーストアングリア大学
  - グロスターシャー大学
  - リバプールホープ大学
  - ケント大学国際センター
- ドイツ
  - ミュンスター応用科学大学
  - ヴュルツブルク・シュヴァインフルト応用科学大学
- クロアチア
  - ザグレブ大学
- スペイン
  - マドリード自治大学

### 海外学術交流校
- インド
  - マンガロール大学（英語版）

### 地方公共団体・企業等との包括連携協定等
- 日本
  - 江東区
  - 西東京市
  - 小金井市
  - 鹿角市
  - 富士見町
  - NECソリューションイノベータ株式会社
  - エーザイ株式会社
  - 株式会社インテージホールディングス
  - 株式会社エヌ・アンド・アイ・システムズ
  - 株式会社QUICK
  - 株式会社サカワ
  - 関彰商事株式会社
  - 株式会社セラフ
  - 株式会社帝国データバンク
  - 株式会社TechBowl
  - 株式会社メディア・トラスト
  - ダイハツ工業株式会社
  - 三谷産業株式会社
  - 株式会社バンダイロジパル
  - 一般社団法人東京臨海副都心まちづくり協議会
  - 公益財団法人　石橋財団
  - 独立行政法人国立青少年教育振興機構

## 系列校
- 武蔵野大学中学校・高等学校
- 千代田国際中学校・武蔵野大学附属千代田高等学院
- 武蔵野大学附属幼稚園
- 武蔵野大学附属慈光保育園
- 武蔵野大学附属有明こども園

## 附属施設
- 武蔵野大学 三鷹サテライト教室（東京都三鷹市下連雀3-25-12 6・7F）- 生涯学習講座に使用[33]
- 武蔵野大学 千代田サテライト教室（東京都千代田区四番町11番地）- 生涯学習講座に使用[33]